# Observatoire national de la fin de vie
En France, l’Observatoire national de la fin de vie (ONFV) est créé par un décret le 19 février 2010. Sa principale mission est de produire des études pour mieux connaître les conditions de la fin de vie et les pratiques médicales en fin de vie en France.
Il a été créé à l'initiative du ministère des Affaires sociales et de la Santé pour mieux connaître les conditions réelles de la fin de vie des Français et mieux appréhender les problématiques liées à la complexification des situations, liée en particulier aux progrès de la médecine.
Par un décret du 5 janvier 2016, un Centre national des soins palliatifs et de la fin de vie (CNSPFV) a été créé, avec l'objectif de fusionner l'Observatoire national de la fin de vie et le Centre national de ressources en soins palliatifs.

## Création

### Genèse de l'ONFV
La création de l'Observatoire national de la fin de vie fait suite aux recommandations formulées par la mission d'évaluation de la loi du 22 avril 2005 relative aux droits des malades et à la fin de vie, présidée par l’auteur de cette loi, le député Jean Leonetti. Il est adossé administrativement à la Fondation Œuvre de la Croix Saint-Simon (fondation à but non lucratif reconnue d'utilité publique, qui tire son nom de la rue de la Croix-Saint-Simon dans le XXe arrondissement de Paris) et qui gère le CNDR Soin Palliatif (Centre National de Ressources Soins Palliatifs) que le Ministère de la Santé a désigné Centre de ressources national en 2002.
Deux constats ont conduit la mission d’évaluation à préconiser la création de l’observatoire : 
1. L’insuffisante connaissance par les professionnels de santé de la loi Leonetti, en particulier des droits des malades en fin de vie, notamment en matière de limitation et d’arrêt des traitements (dans le but de lutter contre l’acharnement thérapeutique)[6],
2. L’absence de données fiables pour éclairer le débat public autour des problématiques liées à la fin de vie.

Selon les termes de son décret de création, l’Observatoire national de la fin de vie « indique les besoins d’information des publics et des professionnels de la santé à partir de l’étude des conditions de la fin de vie et des pratiques médicales qui s’y rapportent. Il identifie également le besoin de recherche et promeut l’émergence de recherches pluridisciplinaires ».

### Obligation fondamentale
L’Observatoire national de la fin de vie se positionne en amont du débat public et parlementaire sur les questions de fin de vie : il cherche à éclairer les différentes facettes de la fin de vie en France et en Europe, grâce aux études qu’il réalise et aux données qu’il met à la disposition du public. Cet Observatoire n’a pas à porter de jugement sur l’opportunité d’une  évolution législative, que ce soit en faveur de l’euthanasie ou du suicide assisté, ni même à prendre parti pour l’une ou l’autre des sensibilités qui s’expriment autour de cette question.

## Missions
L’ONFV possède quatre missions principales :  
1. Dresser un « état des lieux » des conditions de la fin de vie et les pratiques médicales de fin de vie ;
2. Apporter au débat public des données objectives et fiables quant à la réalité de ces situations ;
3. Éclairer les choix réalisés en matière de politiques de santé ;
4. Structurer les échanges scientifiques, grâce notamment à l’organisation de rencontres avec les différentes équipes de recherche françaises et étrangère[9].

Les travaux de l’Observatoire national de la fin de vie s’adressent à la fois aux professionnels de santé, aux parlementaires et au grand public. Ils donnent lieu à un rapport annuel public, transmis concurremment au ministre chargé de la Santé et au Parlement.

## Fonctionnement

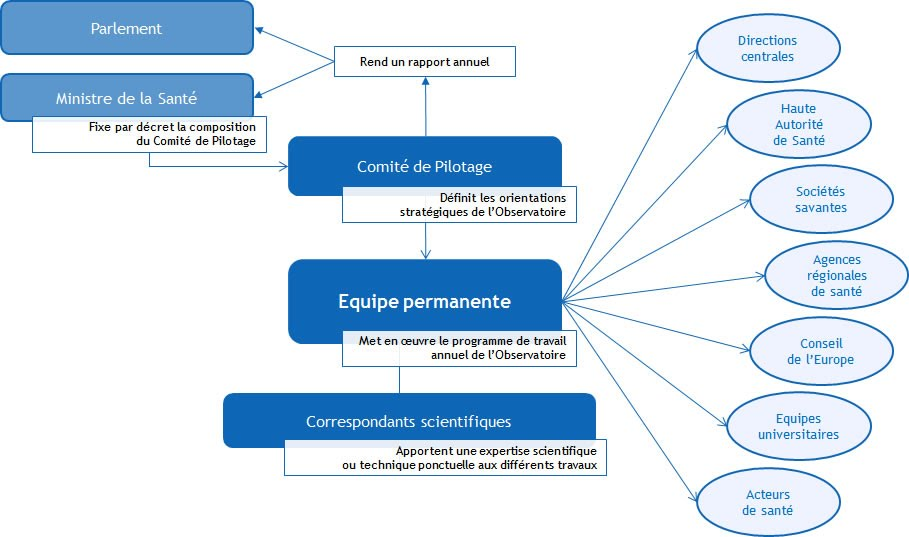
Organigramme fonctionnel de l'Observatoire National de la Fin de Vie

### Gouvernance
La composition du comité de pilotage (chargé de définir les grandes orientations de l'ONFV) a été fixée par arrêté du ministre chargé de la Santé.
L’Observatoire national de la fin de vie est doté d’un comité de pilotage qui comprend douze membres : 
- Régis Aubry, président du comité ;
- Pr Jérôme Salomon, en tant que directeur général de la Santé ;
- Cécile Lambert, en tant que directrice générale de l'Offre de soins (intérim) ;
- La directrice générale de la Cohésion sociale ;
- Sylvain Fernandez-Curiel, au titre du collectif interassociatif sur la Santé (CISS) ;
- André Vacheron, au titre de la fondation Œuvre de la Croix Saint-Simon ;
- Colette Peyrard, au titre de l’association « Jusqu’à la mort accompagner la vie » (JALMALV) ;
- Vincent Morel, au titre de la société française d’accompagnement et de soins palliatifs (SFAP) ;
- Michèle Salamagne, en tant qu’expert ;
- Christophe Tournigand, en tant qu’expert ;
- Éric Fiat, en tant qu’expert ;
- Jean René Binet, en tant qu’expert.

Le président, les représentants d’associations ou de fondations ainsi que les experts scientifiques sont nommés par arrêté du Ministre chargé de la Santé. Pour les représentants et les experts scientifiques, un suppléant est nommé dans les mêmes conditions.
Le comité de pilotage définit les orientations de l’ONFV ainsi que le programme de travail annuel. Il organise le calendrier des travaux et donne un avis sur les travaux en cours. Il se réunit au moins deux fois par an.
Le mandat du président et des membres représentants et experts scientifiques prend fin cinq ans après la date de la première réunion du comité de pilotage (juin 2010-juin 2015).

### Équipe permanente
L’équipe permanente de l’Observatoire est chargée de mettre en œuvre le programme de travail défini par le Comité de pilotage et, le cas échéant, de proposer à ce dernier les orientations qui lui paraissent nécessaires. Cette équipe est constituée de six personnes, dont la plupart ont une autre activité professionnelle en parallèle.

## Publications

### Rapports annuels
L'Observatoire national de la fin de vie remet, chaque année, un rapport annuel au Parlement et au Ministre chargé de la Santé. Ce rapport est, conformément au décret du 19 février 2010 portant sur la création de l'ONFV, rendu public.
- Rapport 2011 : « Fin de vie : un premier état des lieux » (février 2012)[13];
- Rapport 2012 : « Vivre la fin de sa vie chez soi » (mars 2013)[14];
- Rapport 2013 : « La fin de vie des personnes âgées » (décembre 2013)[15];
- Rapport 2014 : « Fin de vie et précarités » (janvier 2015)[16],[17].

### Rapport 2011
Le premier rapport de l'ONFV a fait l'objet dès sa parution de nombreux articles de presse et d'un Téléphone sonne le 15 février 2012. Si la presse spécialisée s'attache aux données chiffrées et au constat (méconnaissance et insuffisante application de la loi Leonetti),, la presse générale estime qu'il relance le débat sur l’euthanasie,.

#### Lieux de décès en France
60 % des Français meurent dans un établissement de soin tandis que 26,7 % des décès ont lieu à domicile. Contrairement à une idée reçue, cette tendance est restée stable depuis les années 1990. La France est aujourd’hui l’un des pays européens qui médicalise le plus la fin de vie. Il existe par ailleurs des différences entre régions fortement urbanisées ou non et un réel gradient Nord-Sud, la proportion de décès survenant à l'hôpital étant plus forte dans les départements du nord-est de la France que dans les départements du sud.
Fin de vie à domicileUn nombre croissant de patients émettent le choix de terminer leur vie à domicile. Le choix de fin de vie à domicile est généralement prise de façon collégiale par le patient lui-même, ses proches et ses médecins. Selon un sondage Ifop de 2010, 25% des Français décèdent à domicile alors qu'ils sont 60% à terminer leur vie à l'hôpital.

#### Soins palliatifs à l'hôpital
Le rapport souligne les lacunes françaises en soins palliatifs : selon ses estimations, les deux tiers des personnes qui décèdent à l’hôpital sont susceptibles de relever d'une prise en charge incluant des soins palliatifs. Cela représente plus de 200 000 personnes chaque année. Or seul un tiers des personnes décédées en aurait bénéficié (119 000 patients). « En d'autres termes, 50 % des patients dont l’état de santé justifierait des soins palliatifs en auraient bénéficié ».
En outre, la prise en charge des personnes en fin de vie reste particulièrement tardive : « la moitié des patients hospitalisés pour soins palliatifs le sont tardivement, juste avant leur décès », alors que, précise le rapport les soins palliatifs devaient « être mis en œuvre en amont, pour assurer le soulagement de la douleur, apporter une réponse aux symptômes pénibles liés à la maladie, ou encore accompagner psychologiquement les patients ».

#### Fin de vie aux Urgences
Seuls 7,5 % des décès survenus dans les services d’urgences comportent des soins palliatifs, alors que près de deux tiers (64 %) des patients qui décèdent dans ces services sont hospitalisés pour une pathologie dont l’évolution est prévisible et les symptômes nécessitent vraisemblablement des soins palliatifs.

#### Nombre de structures de soins palliatifs en France
Le rapport de l'ONFV constate les efforts importants des pouvoirs publics, depuis le début des années 1990, pour assurer le développement des unités de soins palliatifs puis des équipes mobiles de soins palliatifs et des « lits identifiés de soins palliatifs », mais ils restent insuffisants, puisque la France dispose au total de  6 000 lits de soins palliatifs pour plus de 300 000 patients par an.
| Type de structure                   | 2001 | 2011 |
| ----------------------------------- | ---- | ---- |
| Unités de soins palliatifs          | 30   | 108  |
| Lits identifiés de soins palliatifs | 232  | 4900 |
| Équipes Mobiles de soins palliatifs | 265  | 362  |

#### Acharnement thérapeutique
L’Observatoire national de la fin de vie a réalisé une étude sur la réalité de l’« obstination déraisonnable » (aussi appelée « acharnement thérapeutique »). C’est lorsque le patient n’est pas capable d’exprimer sa volonté que les situations d’obstination déraisonnable semblent le plus source de conflit entre acteurs de santé et proches de la personne malade. Le conflit le plus fréquent a lieu lorsque « l’équipe médicale [...] considère qu’il convient de limiter ou de stopper les traitements actifs alors que la famille souhaite qu’ils soient poursuivis », et non l’inverse. Mais le rapport souligne aussi des divergences parfois profondes entre médecins et soignants.

#### La formation des professionnels de santé
Selon l'ONFV, il est urgent de « faire évoluer la culture médicale et les pratiques des professionnels ». Faute de dispositifs adaptés, le corps médical n’a que rarement bénéficié de formations aux soins palliatifs avant la loi du 21 juillet 2009 (loi Bachelot ou loi HPST).
Depuis le vote de la loi dite loi Leonetti, en 2005, seuls 2,6 % des médecins généralistes se sont formés aux soins palliatifs et à l’accompagnement de la fin de vie. De la même façon, seules 10 à 15 % des infirmières et aides-soignantes travaillant à l’hôpital ont reçu une formation à cette thématique (alors que 67 % des décès hospitaliers relèvent des soins palliatifs).
Une réforme de la formation initiale des médecins cependant, programmée par un arrêté du 22 mars 2011, prévoit une filière LMD (licence-maîtrise-doctorat) avec un enseignement des différentes thématiques relatives à la fin de vie tout au long des études médicales. Depuis 2009, dans la formation des infirmiers, une unité d’enseignement est consacrée à la thématique « soins palliatifs et de fin de vie » (30 h de cours et 20 h de travaux personnels).